# Дуваль, Консуэло
Мария дель Консуэло Дуссауге Калсада, более известная как Консуэло Дуваль (исп. Maria del Consuelo Dussauge Calzada, mas conocido como Consuelo Duval) (11 января 1969, Парраль, Чиуауа, Мексика) — актриса-комик театра и кино и мастер дубляжа.

## Биография
Родилась 11 января 1969 года в Паррале. В 1984 году состоялось её первое появление на телевидении в качестве комедийной юмористки, где она выступала в телепередаче XE-TU. В мексиканском кинематографе дебютировала в 1988 году и с тех пор снялась в 28 работах в кино и телесериалах. В середине 1990-х годов подписала контракт с телекомпанией TV Azteca и приступила к съёмкам телесериала Волчица. В 1998 году возвратилась на телевидение в качестве соведущей авторской юмористической телепередачи Эухенио Дербеса Derbez en cuando, где она раскрыла свои комедийные черты в полном объёме. В 2014 году учинила скандал на телекомпании Televisa из-за отказа продления договора сотрудничества, вследствие чего была отстранена от съёмок в мексиканском кинематографе. После того, как она порвала с кинематографом, её пригласили в театр. Наконец, после смены руководства в телекомпании Televisa, в 2016 году её вновь пригласили в телекомпанию и она вновь приступила к съёмкам. Трижды номинирована и награждена премиями Bravo и TVyNovelas.

## Фильмография

### Теленовеллы
- Libre para amarte (2013) — Adela Díaz Granados (Co-Protagonista)
- Hasta que el dinero nos separe (2010) — Rebeca Madariaga «La leona» (Participación especial en el último episodio)
- Serafín (1999) — La señora de la tiendita (Participación especial)
- Привилегия любить (1998—1999) — Rosenda Sánchez (Estelar)
- Узурпаторша (1998) — Macrina Olvera (Estelar)
- Без тебя (1997—1998) — Gloria (Participación especial)
- Salud, dinero y amor (1997) — Carolina (Estelar)
- Волчица (1997)
- Мне не жить без тебя (1996—1997) — Natalia (Participación especial)
- Confidente de secundaria (1996) — Gladys (Estelar)
- Алондра (1995) — Blanca (Estelar)
- Los parientes pobres (1993) — Celina (Estelar)
- Clarisa (1993) (Participación especial)
- Las secretas intenciones (1992) — Conchita (Actriz de reparto)
- Muchachitas (1991—1992) — Hermana de Joaquín (Actriz de reparto)
- Я покупаю эту женщину (1990) — Susu (Actriz de reparto)

### Многосезонные ситкомы и телепередачи с элементами шоу
- La familia P. Luche (2002—2012) — Federica Dávalos de P. Luche
- La hora pico (2000—2007) — Nacaranda Estefanía Cacho Partida / Damela Micha / La Hora de América / Sisi Risco
- Derbez en cuando (1998—1999) — Señora P.Luche
- Женщина, случаи из реальной жизни (1985—2007)

### Художественные фильмы
- Pero sigo siendo el Rey (1988)
- Perdóname todo (1995)
- Serafín: La película (2001) — Lindaflor
- Zapatitos (2007) — Soledad (Cortometraje)

## Театральные работы
- Soy lo prohibido (2012)
- El lápiz de Sebastián (2012)
- Cuarto para las tres (2010)
- Por qué los hombres aman a las cabronas (2006—2009)
- ¡…En esta esquina! (2005)
- Rosa de dos aromas (2000)
- Cuatro Equis (1995)
- Ahora no cariño (1986)
- A obscuras me da risa (1986)
- Alta seducción (1986)
- Engáñame a 1000 por hora (1986)

## Дубляж
- Vacas Vaqueras (2004) — Maggie (doblaje al español)
- Los Increíbles (2004) — Helen Parr / Elasticgirl (doblaje al español)
- El guardián del zoológico (2011) — Mollie la jirafa (doblaje al español)
- Aviones 2: Equipo de Rescate (2014) — Dipper (doblaje al español)

## Телевидение

### Телепередачи
- Fiesta Mexicana (2016) — Ella misma- Nacaranda
- Adal el Show (2016) — Ella misma
- Sabadazo (2016) — Ella misma
- Retofamosos (2015) — Conductora
- Netas Divinas (2009—2014, 2016-presente) — Conductora / Nacaranda Estefanía Cacho Partida
- 100 mexicanos dijeron (2009) — Nacaranda Estefanía Cacho Partida
- Otro Rollo con: Adal Ramones (1995—2000)
- XE-TU (1984) — Invitada juvenil

## Награды и премии

### TVyNovelas
| Год  | Номинация                 | Телепередача | Итоги премии |
| ---- | ------------------------- | ------------ | ------------ |
| 2007 | лучшая комедийная актриса | La hora pico | ПОБЕДА       |
| 2001 | лучшая комедийная актриса | La hora pico | ПОБЕДА       |

### Bravo
| Год  | Категория                 | Театральный спектакль                   | Итоги премии |
| ---- | ------------------------- | --------------------------------------- | ------------ |
| 2007 | лучшая комедийная актриса | Por qué los hombres aman a las cabronas | ПОБЕДА       |